# Famille de Subligny
La famille de Subligny est une famille de la noblesse normande, originaire de Subligny, dans l'Avranchin.

Elle disparut de Normandie en 1202, mais se perpétua en Bretagne jusqu'au XIVe siècle, ainsi qu'en Angleterre.

## Histoire de la famille
L'auteur de la famille est Othuel, fils illégitime d'Hugues d'Avranches. Il épousa Lesceline, fille et héritière du seigneur de Subligny. Précepteur du jeune fils du roi Henri Ier d'Angleterre, il périt avec lui dans le naufrage de la Blanche-Nef,.
La famille est surtout connue pour la fondation des abbayes de La Lucerne et de Montmorel.
À la conquête de la Normandie par Philippe Auguste en 1202, la famille perdit ses possessions normandes, mais elle se perpétua quelque temps en Bretagne et en Angleterre.

## Membres notables
- Harcoul ou Hasculphe de Subligny (1092-1169), fils d'Otuel de Subligny, seigneur de Subligny, de Gripon et de Marcey, seigneur d'Avranches par son mariage avec Denise d'Avranches, fondateur de l'abbaye de La Lucerne en 1143. Il édifie à Avranches le manoir de Subligny, plus connu sous le nom de grand doyenné d'Avranches[3].
- Richard de Subligny († 1153), évêque d'Avranches (1142-1153), frère du précédent. Il dédicace l'abbaye de La lucerne[4].
- Jean de Subligny († apr. 1193), neveu du précédent. Au service du roi Henri II, il reçoit en récompense des terres en Cornouailles et en Somerset. Il fonde en 1180 avec la famille du Hommet l'abbaye de Montmorel. Ils donnent au monastère la majeure partie de leurs biens ce qui permet l'érection du prieuré en abbaye[5].
- Harcoul de Subligny († apr. 1220), fils du précédent. Il reçoit en mariage des mains du roi Henri II, Iseulte riche héritière bretonne et fille de Jean II de Dol, seigneur de Combour. Il cède ses seigneuries bretonnes à son fils aîné Jean III de Dol lors des guerres qui opposent la Bretagne et la Normandie de 1196 à 1202/1204. Peu après la conquête de la Normandie par Philippe Auguste, il s'enfuit en Angleterre. En 1206, le roi Jean lui rend ses terres anglaises et le nomme bailli de Jersey. Ce poste lui est retiré le 14 novembre 1212 au profit de Philippe d'Aubigny. Fidèle au roi d'Angleterre, il le soutient pendant la guerre civile et obtient des terres appartenant à plusieurs familles rebelles. Il se croise avant 1220 et confie ses terres anglaises à son fils Raoul.

## Tableau généalogique
```
Othuel de Subligny († 1120), fils illégitime d'
Hugues d'Avranches
, seigneur de Subligny, (x1) Lesceline, fille du seigneur de Subligny
│
├─> Harcoul de Subligny († 1169), seigneur de Subligny et d'Avranches, (x1) Denise, fille de Gilbert (I) d'Avranches
│   │
│   ├─> Gilbert (II) d'Avranches († 1170)
│   │
│   └─> Lesceline († 1213), dame de Marcey et de Gripon, (x1) 
Foulques (I) Paynel
 († 1182/1183), seigneur de Hambye
│
├─> 
Richard de Subligny
 († 1153), 
évêque d'Avranches
 (1142-1153)
│
└─> Robert
    │
    └─> Jean de Subligny († après 1193), (x1) Alix
        │
        └─> Harcoul de Subligny († après 1220), (x1) Iseulte, fille de Jean (II) de Dol, 
seigneur de Combour

            │
            ├─> Jean (III) de Dol († après 1241), (x1) Aliénor
            │   │
            │   └─> Gilduin († entre 1222 et 1235), (x1) Aliénor de Vitré († après 1235)
            │
            ├─> Raoul de Subligny († 1243/1244), (x1) Olive († après 1244)
            │   │
            │   └─> André († 1259)
            │
            ├─> Geoffroy de Subligny († 1265), clerc
            │
            ├─> Marguerite († 1220?)
            │
            └─> filles 
mariées en Cornouailles et en Bretagne
```

## Héraldique
Les armoiries de la famille se blasonnent : parti d'argent et de gueules à deux rays d'argent de l'un en l'autre (suivant Dumoulin)
La branche anglaise portait : écartelé d'argent et de gueules.

## Sources
- Pierre Bouet et Véronique Gazeau (préf. David Bates), La Normandie et l'Angleterre au Moyen Âge : Colloque de Cerisy-la-Salle (4-7 octobre 2001), Caen, Publications du CRAHM, 2003, 363 p. (ISBN 2-902685-14-9, lire en ligne)